# Bodemverzuring

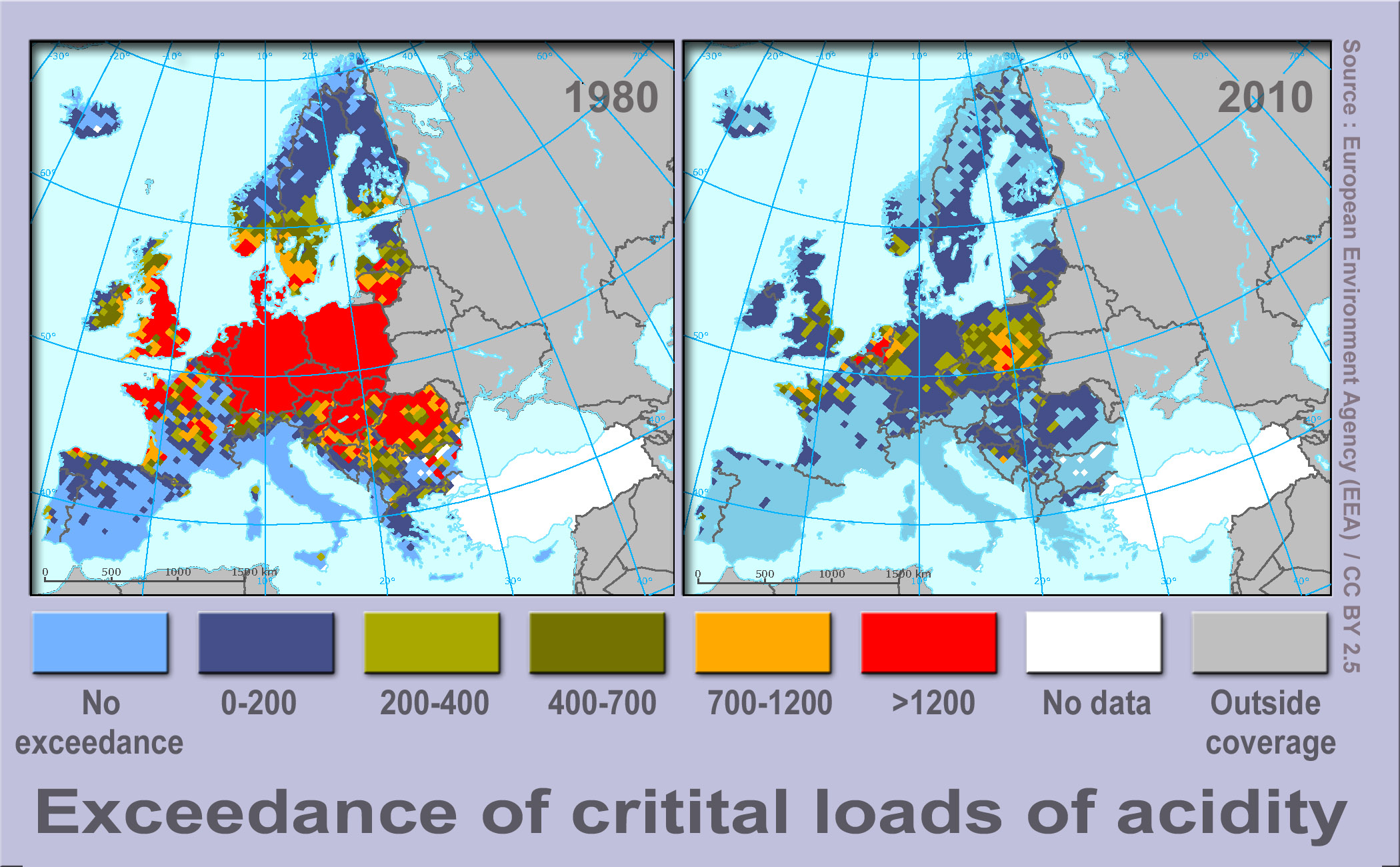
Kaart van Europa met de verzuring in 1990 en 2010.

Bodemverzuring is een afname van de pH-waarde in de bodem, oftewel een verzuring door toename van het aantal protonen (waterstofionen).
De bodem bevat van nature stoffen die zuren verwerken. Dit wordt wel de buffercapaciteit van de bodem genoemd. Hiertoe behoren kalk, mineralen, humus, aluminium- en ijzeroxiden. Zodra de buffercapaciteit op is, verzuurt de bodem. Hierdoor komen onder andere giftige metalen (aluminium) en nitraat vrij, die uitspoelen naar het grond- en oppervlaktewater. Ook belangrijke voedingsstoffen als kalium, calcium en magnesium spoelen weg. In uitgespoelde bodems vinden planten niet de juiste voedingsstoffen. Dat maakt ze vatbaar voor ziekten. Bovendien kunnen ze de voedingsstoffen die er wel zijn, moeilijker opnemen. Bij een pH-waarde lager dan 4,5 gaat aluminium in oplossing. Uitgespoelde aluminiumdeeltjes tasten de zeer fijne haarwortels aan.

## Situatie in Nederland
In Nederland wordt verzuring van de bodem veroorzaakt door de neerslag (depositie) van potentieel verzurende stoffen: zwaveldioxide (SO2), stikstofoxiden (NOx), ammoniak (NH3) en hun omzettingsproducten. De feitelijk veroorzaakte verzuring van de bodem kan minder zijn omdat er ook basische stoffen neerslaan. In 1990 bedroeg de depositie van verzurende stoffen gemiddeld over Nederland 4400 mol zuurequivalenten per hectare, in 2020 was dit nog 2000 mol per hectare. De landelijk gemiddelde depositie van verzurende stoffen is sinds 1990 meer dan gehalveerd, de afname  verliep na 2010 minder snel dan daarvoor. De snelle afname in de jaren 1990 kwam vooral dankzij maatregelen tegen de uitstoot van zwaveldioxiden van onder andere kolencentrales. De uitstoot van stikstofoxiden en ammoniak daalden minder sterk. Daardoor dragen deze stoffen anno 2020 voor 75% bij aan de zuurdepositie. De Nederlandse landbouw draagt voor 45% bij aan deze uitstoot. Verkeer, industrie en overige bronnen zijn goed voor 23% en de rest (32%) is afkomstig uit het buitenland.
Vooral natuurgebieden op de hoge zandgronden die zwak gebufferd zijn tegen zuur, hebben te lijden onder bodemverzuring. Er zijn daarom experimenten om steenmeel uit te strooien om de natuur te herstellen.